# Mammuttræ-slægten
Mammuttræ-slægten (Sequoiadendron) er en planteslægt med kun én art.
| Arter |

- Mammuttræ (Sequoiadendron giganteum)